# Gnocchis du 29

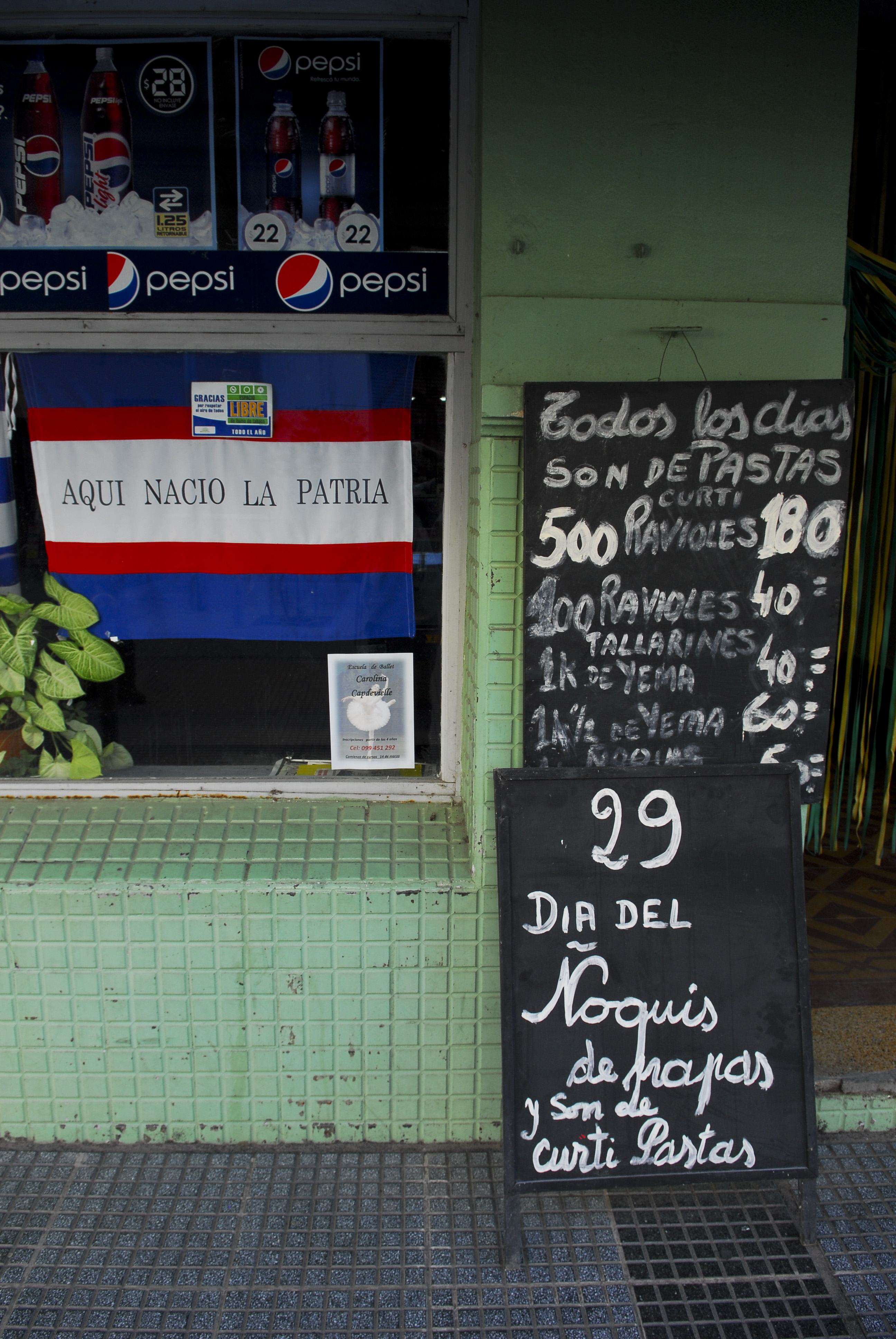
Écriteau annonçant les « gnocchis du 29 », dans le département de Soriano, en Uruguay.

Les gnocchis du 29 (espagnol : ñoquis del 29) sont une tradition répandue dans le Cône Sud, et plus particulièrement en Argentine, au Brésil, en Uruguay et au Paraguay, de manger des gnocchis le 29 de chaque mois. Il est en outre de coutume de placer sous le plat de l'argent pour apporter chance et prospérité aux convives,,,.

## Origine de la tradition
Cette tradition est issue d'une légende remontant au VIIIe siècle, commémorant le souvenir de Pantaléon de Nicomédie.
Jeune médecin à la cour de l'empereur Maximien, il se convertit au christianisme et s'en alla en pèlerinage dans le nord de l'Italie. Un jour — le vingt-neuvième jour du mois, selon la légende — il demanda du pain à de pauvres paysans des environs de Venise ; ceux-ci l'invitèrent à partager leur maigre repas. En remerciement, Pantaléon leur annonça une année entière de pêches et de récoltes abondantes, ce qui ne manqua pas de se réaliser.
L'usage de placer le 29 de chaque mois une pièce de monnaie ou un billet sous son assiette a pour but d'obtenir le renouvellement de cette prospérité jadis accordée par Pantaléon.
De plus, avec humour — car il s'agit d'un plat savoureux mais simple et bon marché — le 29, c'est-à-dire quand les fins de mois sont difficiles, il ne reste pas plus d'argent que pour se payer des ñoquis. On peut voir cette coutume de placer un billet sous son assiette de gnocchis observée et décrite par Philippe Gougler, ainsi que commentée par ses adeptes, dans l'émission « Des trains pas comme les autres » consacrée à L'Argentine du Sud et du Nord et diffusée sur France 5 le 31 août 2023.

## Signification politique
En Argentine, les gnocchis sont aussi le nom donné aux emplois fictifs, spécialement dans la fonction publique. Ces salariés ne se rendaient au travail que les 29 de chaque mois pour récupérer leur salaire,.